# Madame Hydra
Madame Hydra è l'identità segreta assunta da diversi supercattivi della Marvel Comics.

## Biografia dei personaggi

### Ophelia Sarkissian
Ophelia Sarkissian viene cresciuta sin da piccola in una struttura dell'HYDRA, sotto lo sguardo di Kraken. Nel corso degli anni si scontra più volte con Capitan America e con lo S.H.I.E.L.D. e assume il nome in codice di Madame Hydra. Nella sua prima apparizione Madame Hydra tenta di contaminare le scorte d'acqua di New York, combatte Capitan America e riesce a far prigioniero sia lui che Rick Jones. Dopo essere stata sconfitta si allontana dall'HYDRA e assume l'identità di "Viper". Nel corso degli anni si scontra con diversi eroi, tra cui il Punitore, e gli X-Men. Durante la sua permanenza nel Club infernale assume il nome di "Principessa guerriera bianca", e successivamente all'ascesa e al declino di Osborn torna a far parte dell'HYDRA e adotta nuovamente il nome di Madame Hydra.

### Madame Hydra VI
La sesta Madame Hydra esordisce ad opera di Bob Harras (storia) e Paul Neary (disegni) su Nick Fury vs. S.H.I.E.L.D. (vol. 1) n. 3 (agosto 1988).
Questa misteriosa e innominata agente dell'HYDRA impressionò a tal punto i suoi superiori che essi le assegnarono il titolo di Madame Hydra VI dopo una sola missione.
Successivamente inizia a supervisionare la costruzione di una serie di missili sull'Helicarrier dello S.H.I.E.L.D. grazie all'aiuto del Life Model Decoy modello Delta (Deltite) di Jimmy Woo, che assieme ad altri modelli analoghi si sta lentamente impadronendo dell'agenzia spionistica. Accortasi che i Deltites non sono più controllabili, Madame Hydra si allea con gli agenti dello S.H.I.E.L.D., contribuendo alla loro deattivazione.
In seguito viene consegnata alle autorità federali che, considerandola pazza e pericolosa la fanno internare alla Tyler Foundation for the Criminally Insane, dove cominciò a scrivere lettere d'amore per Alexander Pierce. La donna sviluppò una vera e propria ossessione per Pierce, tanto da rapirlo e sottoporlo al lavaggio del cervello affinché domini al suo fianco un'isola del Mare Cinese. L'uomo però viene soccorso dai suoi compagni, mentre Madame Hydra VI, per evitare di ritornare in manicomio, si fa esplodere..
In seguito, il nome in codice "Madame Hydra VI" viene inspiegabilmente assegnato a Valentina Allegra de la Fontaine.

### Valentina Allegra de la Fontaine
Figlia dei conti de la Fontaine, Valentina è una rinomata agente dello S.H.I.E.L.D. che nel corso degli anni ha lavorato a stretto contatto con Nick Fury, con il quale ha avuto anche una storia d'amore. Quando Fury scopre l'Affare Deltite la contessa è, assieme a Dum Dum Dugan, Gabe Jones, Al MacKenzie e Alexander Pierce, una dei pochi agenti scampati alla sostituzione e che indaga per risolvere la situazione. Sebbene i Deltite vengano neutralizzati, i danni provocati alle strutture e al personale dello S.H.I.E.L.D. portano allo smantellamento dell'agenzia. Nel corso degli anni ha un rapporto turbolento con Fury che la porta ad allontanarsi e riavvicinarsi più volte dall'uomo e dallo S.H.I.E.L.D. Durante la lotta tra i Secret Warriors di Fury, Leviathan e le forze congiunte di HYDRA e H.A.M.M.E.R., la contessa fa apparentemente il doppio gioco per conto di Fury, assumendo il ruolo di Madame Hydra all'interno dell'HYDRA. Tuttavia la donna rivela in seguito di essere un membro di Leviathan, dato che i suoi genitori erano in realtà agenti dormienti del KGB infiltrati nell'ambiente anti-comunista italiano.

### Elisa Sinclair
Elisa Sinclair appare nei ricordi di Steve Rogers modificati dal Teschio Rosso e Kobik per fargli credere di essere un agente dormiente dell'HYDRA; Elisa è un antico essere dotato di poteri magici che recluta Steve nelle file dell'HYDRA.